# Östra Karup
Östra Karup (dansk: Østre Karup) er en landsby i det nordvestlige Skåne på grænsen til Halland i Sverige.
Östra Karup er beliggende i Båstad Kommune i Skåne län. En lille del strækker sig ind i Laholms kommun i Hallands län. Den har et areal på 2 km2
og et befolkningstal på 896 (2020) indbyggere.